# Brachoria cedra
Brachoria cedra är en mångfotingart som beskrevs av Keeton 1959. Brachoria cedra ingår i släktet Brachoria och familjen Xystodesmidae. Inga underarter finns listade i Catalogue of Life.